# Dexia dejeanii
Dexia dejeanii är en tvåvingeart som först beskrevs av Robineau-desvoidy 1830.  Dexia dejeanii ingår i släktet Dexia och familjen parasitflugor. Inga underarter finns listade i Catalogue of Life.